# Biblioteka Naukowa im. Jana Czekanowskiego Polskiego Towarzystwa Ludoznawczego
Biblioteka Naukowa im. Jana Czekanowskiego Polskiego Towarzystwa Ludoznawczego (PTL) – największa i najbogatsza biblioteka etnograficzna w Polsce. Posiada zbiory w zakresie etnografii, etnologii, antropologii kulturowej, ludoznawstwa i folklorystyki. Działała w budynku Biblioteki Uniwersytetu Wrocławskiego. Decyzją Zarządu Głównego PTL została zlikwidowana, a zbiory zostały przekazane do Biblioteki Narodowej.

## Historia
Biblioteka im. Jana Czekanowskiego powstała w 1895 przy Towarzystwie Ludoznawczym (TL) działającym na Uniwersytecie Jana Kazimierza we Lwowie (UJK). Ulokowano ją najpierw w szkole im. Tadeusza Kościuszki. W 1906 zdecydowano o wynajęciu lokalu na zbiory. W 1913 ze względu na trudności finansowe zrezygnowano z wynajmu, a zbiory umieszczono w mieszkaniu Adama Fischera. Jeszcze w tym samym roku TL otrzymało pomieszczenie w Instytucie Antropologicznym UJK. Ostatnia lwowska przeprowadzka biblioteki miała miejsce w 1925. Przeniesiono wtedy zbiory do Zakładu Etnologicznego UJK. Tam, złożone w depozycie, pozostały do roku 1939.
W czasie II wojny światowej zbiorami opiekował się Adam Fischer, a po jego śmierci – żona i syn. Dzięki staraniom Fischera większość zbiorów bibliotecznych przetrwała okupację. Po wojnie, decyzją Jana Czekanowskiego i Józefa Gajka, siedziba TL, które przyjęło nazwę Polskie Towarzystwo Ludoznawcze, została umiejscowiona w Lublinie. Zbiory archiwalne i biblioteczne, które zaraz po zakończeniu II wojny światowej znajdowały się w mieszkaniu Fischerów w Gliwicach, przewieziono w 1946 do siedziby biblioteki. Jako że część księgozbioru zaginęła w czasie wojny, starano się go uzupełnić zbiorami z bibliotek, które znajdowały się na Ziemiach Odzyskanych, a także kupując książki po Fischerze. W 1952, na krótko, biblioteka mieściła się w Poznaniu.
Od 1953 siedzibą PTL i biblioteki stał się Wrocław. Ich lokalizacja zmieniała się tam kilkukrotnie i związana była z Uniwersytetem Wrocławskim (UWr): pomieszczenia przy placu biskupa Nankiera 4, przy ulicy Szewskiej 36, budynki biblioteki Wydziału Nauk Społecznych UWr przy ul. Koszarowej, budynki przy ulicy Szczytnickiej, a w 2013 zapadła decyzja o przeniesieniu siedziby biblioteki do nowego gmachu Biblioteki Głównej UWr. W grudniu 2024 roku biblioteka została zlikwidowana, a zbiory przekazano do Biblioteki Narodowej.
W 1965 bibliotece nadano imię Jana Czekanowskiego.

## Kustosze/opiekunowie
Brak danych o wszystkich kustoszach i kierownikach biblioteki oraz o latach pracy niektórych z niżej wymienionych:
- Stefan Ramułt (1896)
- Benedykt Dybowski (1896)
- Jan Cavanna (1896–1897)
- Franciszek Krček (1897–1902)
- Władysław Jankowski (1902–1904); w 1903 wyznaczono mu do pomocy Aleksandra Medyńskiego.
- Michał Siwak (1904–1908)
- Ludwik Bernacki (1907–?) – od 1908 razem z Józefem Kollerem
- Józef Koller (1908–?) – razem z Ludwikiem Bernackim
- rodzina Fischerów (1939–1945) – do swojej śmierci (w 1943) zbiorami zajmował się Adam Fischer, a potem jego żona Olga i syn Władysław[3]
- Jan Czekanowski (1945–?) – razem z Józefem Gajkiem
- Józef Gajek (1945–1955) – razem z Janem Czekanowskim
- Anna Łyszcz-Wirpsza (1955–1963) – kierowniczka
- Helena Kopeć (1962–1977) – od 1963 kierowniczka
- Jadwiga Balon (1972–1992)
- Zygmunt Kłodnicki (1964)
- Jadwiga Gerlach-Kłodnicka (1964–2004) – od 1984 kierowniczka
- Paulina Suchecka (1984-2024) – od 2004 kierowniczka

## Działalność
O kompletowaniu księgozbioru z zakresu ludoznawstwa poinformowano w pierwszym tomie „Ludu”, prosząc wydawców i autorów o nadsyłanie publikacji dotyczących tej dziedziny oraz nauk pokrewnych. Jednymi z pierwszych, którzy ofiarowali bibliotece książki, byli Jan Karłowicz, Antoni Kalina, Seweryn Udziela. Ponadto biblioteka otrzymywała egzemplarze recenzyjne od redakcji „Ludu”. Pierwszego zakupu książek prawdopodobnie dokonano dopiero w 1902.
W 1897 postanowiono udostępnić księgozbiór członkom TL. Wyznaczono na ten cel jeden dzień w tygodniu, a w 1898 zadecydowano o wypożyczaniu książek drogą pocztową, aby możliwość skorzystania ze zbiorów mieli również członkowie spoza Lwowa. W 1909 sporządzono pierwszy katalog kartkowy.
Celem wymiany nawiązano też współpracę z ośrodkami badawczymi, zarówno zagranicznymi, jak i krajowymi, np. z Akademią Umiejętności w Krakowie. W późniejszym okresie biblioteka współpracowała m.in. z Muzeum Etnograficznym w Belgradzie (Serbia), Academia Română – Instytutem Etnografii i Folkloru w Bukareszcie (Rumunia), Uniwersytetem Ludwika i Maksymiliana w Monachium – Instytutem Folkloru Niemieckiego (Niemcy), Królewskim Instytutem Antropologii w Londynie – Museum of Mankind Library  (Wielka Brytania). W zasobach bibliotecznych znajdują czasopisma zagraniczne; wiele z przełomu XIX i XX w. („Journal of the Royal Anthropological Institute” (dawniejszy „MAN”), „Český lid: Etnologický časopis”, „Die Zeitschrift für Ethnologie”, „Die Österreichische Zeitschrift für Volkskunde”, „Anthropos. Internationale Zeitschrift für Völker- und Sprachenkunde”). Do 1991 biblioteka funkcjonowała głównie dzięki dotacjom Polskiej Akademii Nauk, która w 1992 zakończyła wspieranie wszystkich towarzystw naukowych. Następnie rozwój księgozbioru PTL wspierał Komitet Badań Naukowych, a finalnie ministerstwa zajmujące się nauką i szkolnictwem wyższym. Biblioteka pozyskiwała też dotacje celowe w ramach ministerialnego programu Działalność Upowszechniająca Naukę. Instytucja utrzymuje się ze środków własnych PTL oraz pozyskiwanych w ramach wniosków pisanych do Ministerstwa Edukacji i Nauki na konkretne zadania.
Zbiory biblioteki na koniec 2021 liczyły ok. 47 tys. woluminów. W lutym 2015 PTL podpisało z Biblioteką Uniwersytecką UWr porozumienie o współpracy przy rozwijaniu BCUWr. Następstwem tego było stworzenie w BCUWr osobnej kolekcji dla zbiorów Archiwum PTL i Biblioteki PTL. Biblioteka Uniwersytecka zapewniła szkolenia dla pracowników i wsparcie Pracowni Reprografii i Digitalizacji BUWr przy realizacji prac z zakresu cyfryzacji. Jako pierwsze na stronę Biblioteki Cyfrowej UWr trafiły materiały z Archiwum PTL: dokumenty i fotografie Stanisława Poniatowskiego. Działanie to zainicjowało digitalizację innych elementów zbiorów archiwalnych. Pracę rozpoczęto od pozycji najstarszych i niedostępnych w innych bibliotekach cyfrowych. Opracowano materiały ze zbiorów Jana Dekowskiego (36 pozycji, w tym notatki, rysunki, nuty zebrane podczas badań etnograficznych), zeszyty Atlasu Polskich Strojów Ludowych (pozycje z lat 1949–1956, 1960-–1961, 2006) oraz materiał rękopiśmienny i ilustracyjny archiwalnych zeszytów APSL, ponadto kilka tytułów polskich i zagranicznych znajdujących się w zbiorach Biblioteki PTL. Działo się to w ramach ścisłej współpracy z innymi jednostkami PTL, np. z Archiwum PTL, w którym zdeponowane są kolekcje Poniatowskiego i Dekowskiego.
Zbiory (z wyłączeniem encyklopedii, słowników, czasopism, wydawnictw sprzed 1945) były wypożyczane studentom etnologii UWr, członkom PTL, pracownikom naukowym i innym instytucjom naukowym i oświatowym.

## Katalogi biblioteczne
Zbiory Biblioteki PTL zawarte są w katalogach:
- katalog komputerowy BUWr w systemie Virtua (od 2016),
- wydawnictwa zwarte wydane przed 1986 oraz czasopisma – katalogi kartkowe w siedzibie Biblioteki PTL,
- w latach 2007–2015 zbiory były w katalogu komputerowym MAK[14].